# Hans Edgar Jahn

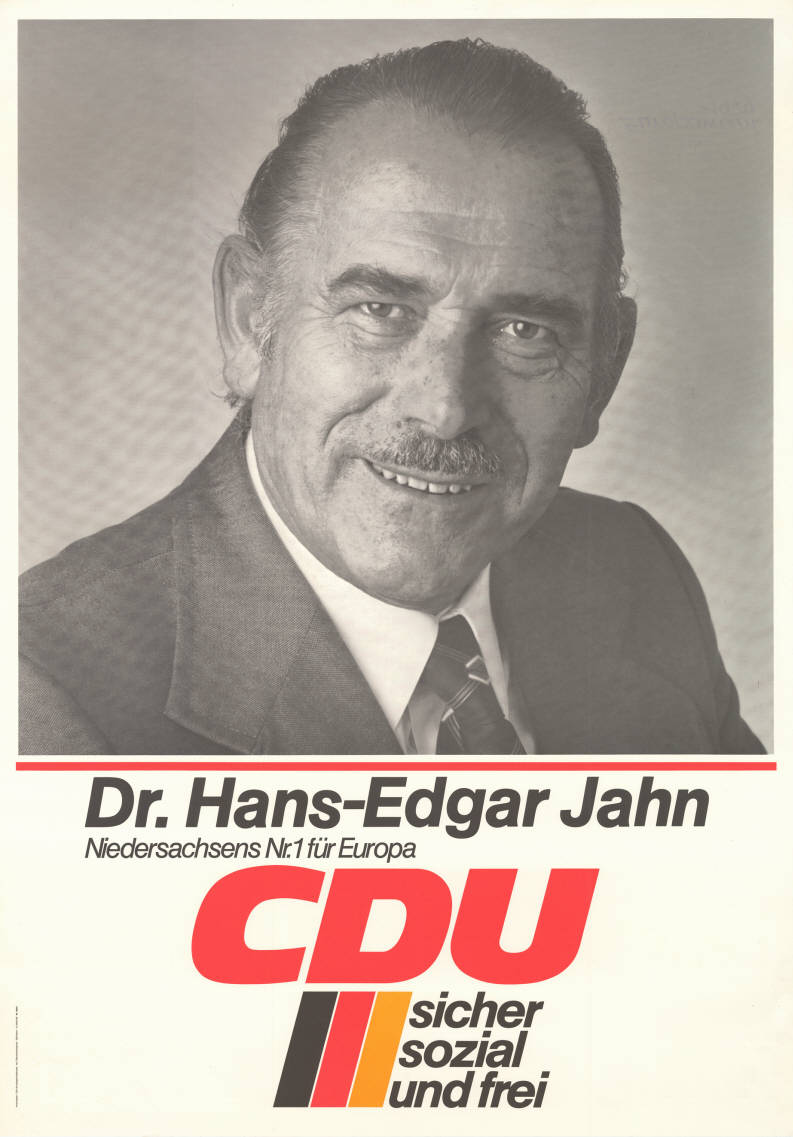
Kandidatenplakat zur Europawahl 1979

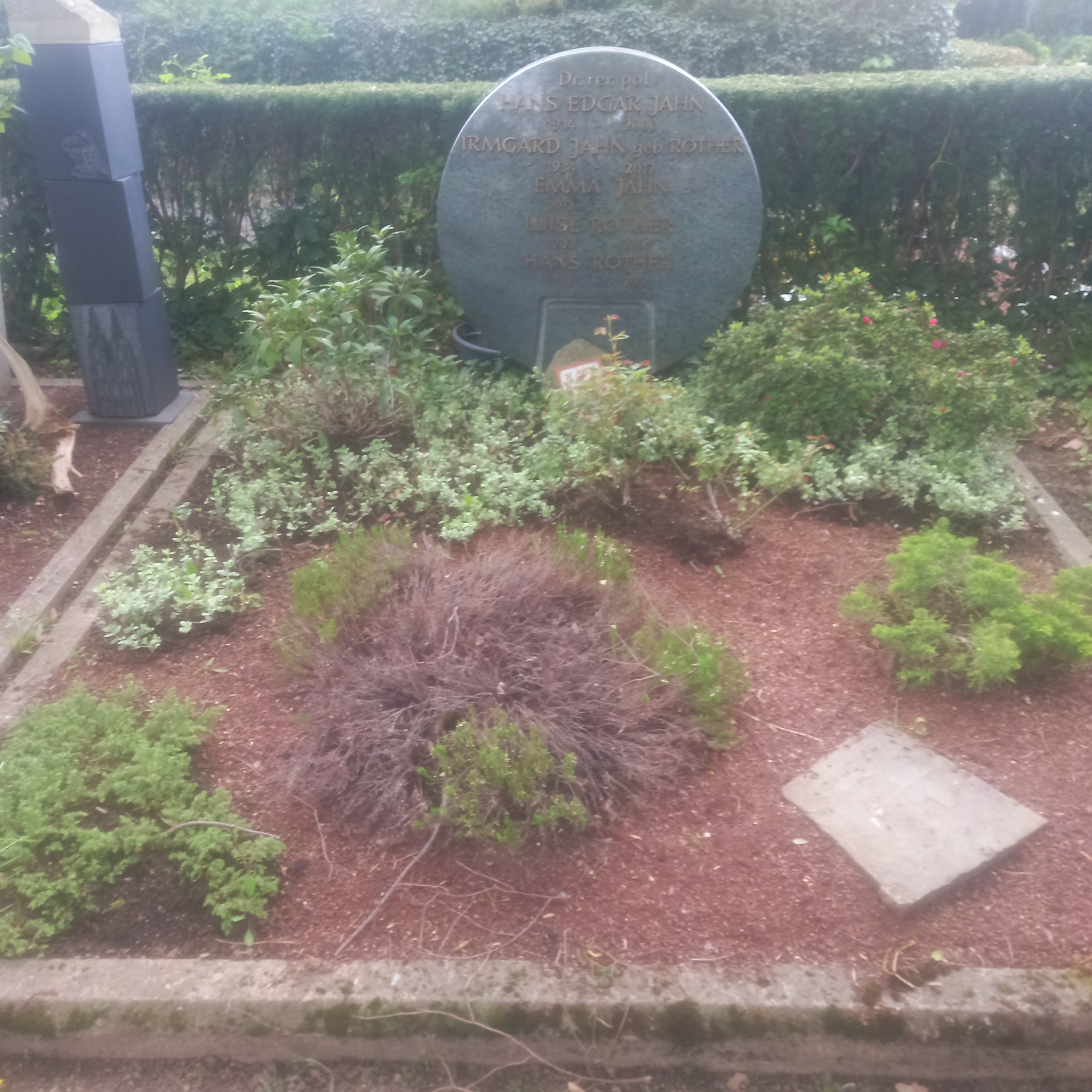
Das Grab von Hans Edgar Jahn und seiner Ehefrau Irmgard geborene Rother im Familiengrab auf dem Rüngsdorfer Friedhof in Bonn

Hans Edgar Jahn (* 21. November 1914 in Neustettin, Pommern; † 21. April 2000 in Bonn) war ein deutscher Journalist, Publizist, PR-Berater, Verleger und Politiker (CDU).

## Leben und Beruf
Jahn wurde als Sohn eines Schmiedemeisters geboren und besuchte die Volksschule. 1932 trat er in die NSDAP ein. Von 1933 bis 1938 leistete er Wehrdienst bei der Reichs- und Kriegsmarine. 1939 legte er das „Begabtenabitur“ ab. Parallel dazu hatte er 1937 ein Studium der Geschichte, Geographie, Geopolitik, Außenwirtschaft und des Völkerrechtes an der Friedrich-Wilhelm-Universität zu Berlin aufgenommen, das er aber unterbrechen musste, als er 1939 zum Kriegsdienst eingezogen wurde. Dennoch konnte er sein Studium am Jahresende fortsetzen, das er dann mit der Prüfung zum Dipl. sc. pol. abschloss. 1943 erschien Jahns propagandistische Schrift Der Steppensturm – Der jüdisch-bolschewistische Imperialismus, wegen der er 1979 in die Kritik geriet und von seinem Europa-Mandat zurücktrat (→ Abgeordnetenmandate). Von 1942 bis 1945 nahm er erneut als Soldat am Zweiten Weltkrieg teil. Zuletzt erhielt er seine Beförderung zum Leutnant der Reserve. Zudem war er NS-Führungsoffizier. Bei Kriegsende geriet er in britische Gefangenschaft, aus der er 1947 entlassen wurde.
Nach seiner Entlassung aus der Kriegsgefangenschaft siedelte Jahn als Heimatvertriebener nach Westdeutschland über und war dort als Journalist und Publizist tätig. Er fungierte von 1951 bis 1963 als PR-Berater des Bundeskanzlers Konrad Adenauer. Als solcher gehörte Jahn zu den Gründern der Arbeitsgemeinschaft Demokratischer Kreise (ADK), die sich der „Förderung der staatsbürgerlichen Bildungsarbeit“ verschrieben hatte. Er leitete sie von 1951 bis 1957 und stand ihr anschließend bis zu ihrer Auflösung 1969 als Präsident vor. Die ADK war „offiziell ein unabhängiger und überparteilicher Verein, in Wirklichkeit eine dubiose CDU-Vorfeldorganisation, die schon bald ein Netz von 17000 ehrenamtlichen Mitarbeitern und 500 Vortragsrednern über die Republik spannte.“
Seit 1954 war Jahn Mitglied des Institute of Public Relations (IPR) in London. 1956/57 zählte er zu den Mitbegründern der Studiengesellschaft für Public Relations, deren geschäftsführender Vorsitzender er im Anschluss wurde. Er studierte ab 1958 Rechts- und Staatswissenschaften an der Karl-Franzens-Universität Graz, an der er 1959 mit der Arbeit Der Bagdadpakt und seine wirtschaftspolitische Integrationsproblematik zum Dr. rer. pol. promoviert wurde. Von 1958 bis 1970 wirkte er als Verleger und Herausgeber der Monatszeitschriften Politische Welt und Politische Informationen. Darüber hinaus war er Mitherausgeber des Taschenbuchs für Wehrfragen sowie Verfasser mehrerer Bücher, unter anderem über staatsbürgerliche Bildungsarbeit und die Kontinente Asien, Lateinamerika und Afrika. Der schwarze Kontinent war ihm ein besonderes Anliegen:
Bei einem Vortrag in Nürnberg bezeichnete er 1962 das südafrikanische Apartheid-Regime als  „Vorbild für ganz Afrika“ und erklärte: „In keinem anderen Land geht es den Negern so gut“.
Außerdem war Jahn Mitglied mehrerer Auslandsgesellschaften und verschiedener berufständischer Vereinigungen.
Zeitweise amtierte er als Vizepräsident der Paneuropa-Union Deutschland. Außerdem engagierte er sich in Vertriebenenorganisationen, war von 1962 bis 1995 Präsident der Pommerschen Abgeordnetenversammlung und anschließend bis zu seinem Tode deren Ehrenpräsident. Er war seit 1964 Präsidiumsmitglied des Bundes der Vertriebenen (BdV) und von 1967 bis 1974 dessen Vizepräsident. Von 1967 bis 1976 fungierte er als Präsident der Ostdeutschen Landesvertretungen.
Jahn war zweimal verheiratet. Er hatte eine leibliche Tochter aus erster Ehe und adoptierte den von seiner ersten Ehefrau in diese Ehe eingebrachten Sohn. In seinem Ruhestand zog sich Jahn, schriftstellerisch weiterhin tätig, nach Eyenbach (Marktgemeinde Weiler-Simmerberg) im Westallgäu zurück. Er starb 2000 im Bonner Stadtbezirk Bad Godesberg.

## Politik

### Parteikarriere
Nachdem Jahn es während des Krieges bis zum NS-Führungsoffizier gebracht hatte, trat er 1947 in die CDU ein, schloss sich zudem der Jungen Union (JU) an und war später Geschäftsführer sowie Vorsitzender der JU Nordfriesland. Er wurde 1968 zum Vorsitzenden des CDU-Kreisverbandes Braunschweig-Stadt gewählt, war dann von 1970 bis 1977 Vorsitzender des CDU-Landesverbandes Braunschweig und wurde im Anschluss zu dessen Ehrenvorsitzenden ernannt. Ferner war er Mitglied im Landesvorstand der CDU Niedersachsen und im Bundesausschuss der Christdemokraten.

### Abgeordnetenmandate
Jahn war von 1948 bis 1951 Kreistagsmitglied des Kreises Husum. Dem Deutschen Bundestag gehörte er von 1965 bis 1980 an und widmete sich vorwiegend Fragen der Außen-, Verteidigungs- und Entwicklungspolitik. Er war stets über die Landesliste Niedersachsen ins Parlament eingezogen. Außerdem war er von 1970 bis 1979 entsandtes Mitglied der Gemeinsamen Versammlung der Europäischen Gemeinschaft für Kohle und Stahl, der Europäischen Wirtschaftsgemeinschaft und der Europäischen Atomgemeinschaft (Euratom), dem Vorläufer des Europäischen Parlamentes. Dort war er Vizepräsident des Ausschusses für Volksgesundheit und Umweltschutz. Als Berichterstatter formulierte er die Position des Europäischen Parlaments zu einer Vielzahl umweltpolitischer Vorhaben, u. a. dem 1. und 2. Umweltaktionsprogramm (1973 und 1977) und der Vogelschutzrichtlinie von 1979.
Vor der ersten direkten Europawahl im Juni 1979 machte der Stern bekannt, dass Jahn 1943 Der Steppensturm publiziert hatte, das antisemitische und antisowjetische Hetztiraden „im Stile der damaligen NS-Propaganda“ enthielt. Jahn behauptete, „dass er so etwas eigentlich nicht geschrieben und nicht gedacht haben könne und äußerte die Vermutung, dass solche Tiraden von dritter Seite eingebaut worden seien.“ Wilfried Hasselmann, der damalige CDU-Landesvorsitzende Niedersachsen, forderte Jahn zum Mandatsverzicht auf, sofern er nicht beweisen könnte, dass er nicht für den beanstandeten Text verantwortlich sei. Jahn verzichtete daraufhin noch im Juni 1979 auf das Mandat für die erste Wahlperiode des Europäischen Parlaments.

## Ehrungen
- Bundesverdienstkreuz I. Klasse, 1973

## Veröffentlichungen
- Der Steppensturm – Der jüdisch-bolschewistische Imperialismus. Müller, Dresden 1943 (umstrittene Frühveröffentlichung)[5]
- Kultur- und Informationsarbeit der westlichen Demokratien, 1954
- Gesellschaft und Demokratie in der Zeitwende, 1955
- Lebendige Demokratie, 1956
- Weltpolitische Wandlungen vom Ausgang des Mittelalters bis zum Beginn des Atomzeitalters, 1956
- Für und wider den Wehrbeitrag, 1957
- Wir und die Zeit, 1958
- Vom Bosporus nach Hawaii, 1958
- Von Feuerland nach Mexiko. Lateinamerika am Scheideweg, 1962
- Türkei, 1963
- Vom Kap nach Kairo – Afrikas Weg in die Weltpolitik, 1963
- Pommersche Passion, 1964
- Lehrbuch der Gesprächs-, Diskussions-, Redeführung, 1966
- CDU und Mitbestimmung, 1969
- Die deutsche Frage von 1945 bis heute – Der Weg der Parteien und Regierungen, 1985
- Ostpommern (Bildband), 1987
- An Adenauers Seite – Sein Berater erinnert sich, 1987